# Miadzel
Miadzel (en biélorusse : Мядзел ; en lacinka : Mjadzel) ou Miadel (en russe : Мядель ; en polonais : Miadzioł) est une ville de la voblast de Minsk, en Biélorussie, et le centre administratif du raïon de Miadzel. Sa population s'élevait à 6 893 habitants en 2014.

## Géographie
Miadzel se trouve à 115 km au nord-ouest de Minsk.

## Histoire
Miadzel est mentionné pour la première fois en 1324, dans une lettre adressée au grand-duc Gediminas, qui évoque des actes agressifs des chevaliers teutoniques. Vers 1400, la localité fut transférée vers la rive nord du lac Miastro, à 10 km de son ancien emplacement. Miadzel est divisée en deux quartiers : le Vieux-Miadzel au nord, et le Nouveau Miadzel au sud. En 1736, le Vieux-Miadzel reçoit le statut de ville ; en 1762, c'est au tour du Nouveau-Miadzel — droit de Magdebourg. Elle fut attribuée à l'Empire russe par la deuxième partition de la Pologne, en 1793. Miadzel fit partie du gouvernement de Vilna à partir de 1842.
Le régime soviétique fut établi à Miadzel en novembre 1918, mais à la suite du traité de Riga, en 1921, elle redevint polonaise. Après la signature du pacte germano-soviétique, Miadzel fut occupée par l'Armée rouge puis annexée par l'Union soviétique. Miadzel devint le centre administratif d'un raïon le 15 janvier 1940 mais fut rétrogradée au statut de simple commune rurale. Elle fut occupée par l'Allemagne nazie du 2 juillet 1941 au 4 juillet 1944. Elle accéda au statut de commune urbaine le 17 novembre 1959 puis au statut de ville le 20 décembre 1998.

## Population
Recensements (*) ou estimations de la population :
| 1860 | 1866  | 1885 | 1904  | 1921 |
| ---- | ----- | ---- | ----- | ---- |
| 840  | 1 003 | 958  | 1 464 | 825  |

| 1959* | 1970* | 1979* | 1989* | 1999* |
| ----- | ----- | ----- | ----- | ----- |
| 5 260 | 2 854 | 5 047 | 7 196 | 7 800 |

| 2009* | 2011  | 2012  | 2013  | 2014  |
| ----- | ----- | ----- | ----- | ----- |
| 7 065 | 6 974 | 6 900 | 6 880 | 6 893 |